# Пандаруан
Пандаруан (малай. Sungai Pandaruan, англ. Pandaruan River) — невелика річка на острові Калімантан. По річці проходить частина кордону між Брунеєм і Малайзією: східним округом Тембуронг та провінцією Саравак.
У 2013 році через річку було побудовано Міст дружби між Малайзією і Брунеєм, який став першим суходольним міждержавним переходом між двома країнами. Будівництво стало можливим завдяки вирішенню територіального конфлікту між двома країнами.
На берегах Пандаурану знаходяться села Буда-Буда та Белайс, які є туристичним місцем. На початку 2000-х років дорогу, що йде понад річкою, розмило внаслідок опадів. Місцева влада спорудила захисну стіну вздовж східного берега річки, яку місцеві мешканці використали для будівництва рибальських хаток.

## Біота
У річці зустрічаються крокодили, тому купатися в ній небезпечно. Також у Пандаруані мешкають гігантські прісноводні креветки Macrobrachium rosenbergii.